# Кілтсі (Рідала)
Кі́лтсі (ест. Kiltsi küla) — село в Естонії, у волості Рідала повіту Ляенемаа.

## Населення
Чисельність населення на 31 грудня 2011 року становила 52 особи.

## Географія
Село розташоване в південно-західному передмісті муніципалітету Хаапсалу. Кілтсі на півночі межує з селищем Паралепа.
Через населений пункт проходить автошлях 9 (Еесмяе — Хаапсалу — Рогукюла).

## Історія
З 1998 року село відновлено як окремий населений пункт.